# Giro del Veneto 1994
Il Giro del Veneto 1994, sessantasettesima edizione della corsa, si svolse il 3 settembre 1994 su un percorso di 208 km. La vittoria fu appannaggio dell'italiano Gianluca Bortolami, che completò il percorso in 4h57'00", precedendo i connazionali Michele Bartoli e Maximilian Sciandri.
Sul traguardo di Soligo 31 ciclisti, su 107 partiti da Farra di Soligo, portarono a termine la competizione.

## Ordine d'arrivo (Top 10)
| Pos. | Corridore           | Squadra                     | Tempo    |
| ---- | ------------------- | --------------------------- | -------- |
| 1    | Gianluca Bortolami  | Mapei-CLAS                  | 4h57'00" |
| 2    | Michele Bartoli     | Mercatone Uno-Medeghini     | s.t.     |
| 3    | Maximilian Sciandri | GB-MG Boys Maglificio       | a 20"    |
| 4    | Giorgio Furlan      | Gewiss-Ballan               | s.t.     |
| 5    | Massimo Donati      | Mercatone Uno-Medeghini     | s.t.     |
| 6    | Bjarne Riis         | Gewiss-Ballan               | s.t.     |
| 7    | Gianni Faresin      | Lampre-Panaria              | s.t.     |
| 8    | Stefano Colagè      | ZG Mobili-Selle Italia      | a 2'20"  |
| 9    | Zenon Jaskuła       | Jolly Componibili-Cage 1994 | s.t.     |
| 10   | Oscar Pellicioli    | Team Polti-Vaporetto        | s.t.     |